# Eduard Fernández i Serrano
Eduard Fernández i Serrano   (Barcelona, 24 d'agost de 1964) és un actor català. Ha combinat treballs a teatre, cinema i televisió, i s'ha guanyat un creixent reconeixement i popularitat interpretant papers de perdedors (Smoking Room), antiherois (El método), personatges introvertits (Alatriste) o freds i amenaçadors (3 días). Al llarg de la seva carrera artística ha guanyat 5 Premis Gaudí i 4 Premis Goya.

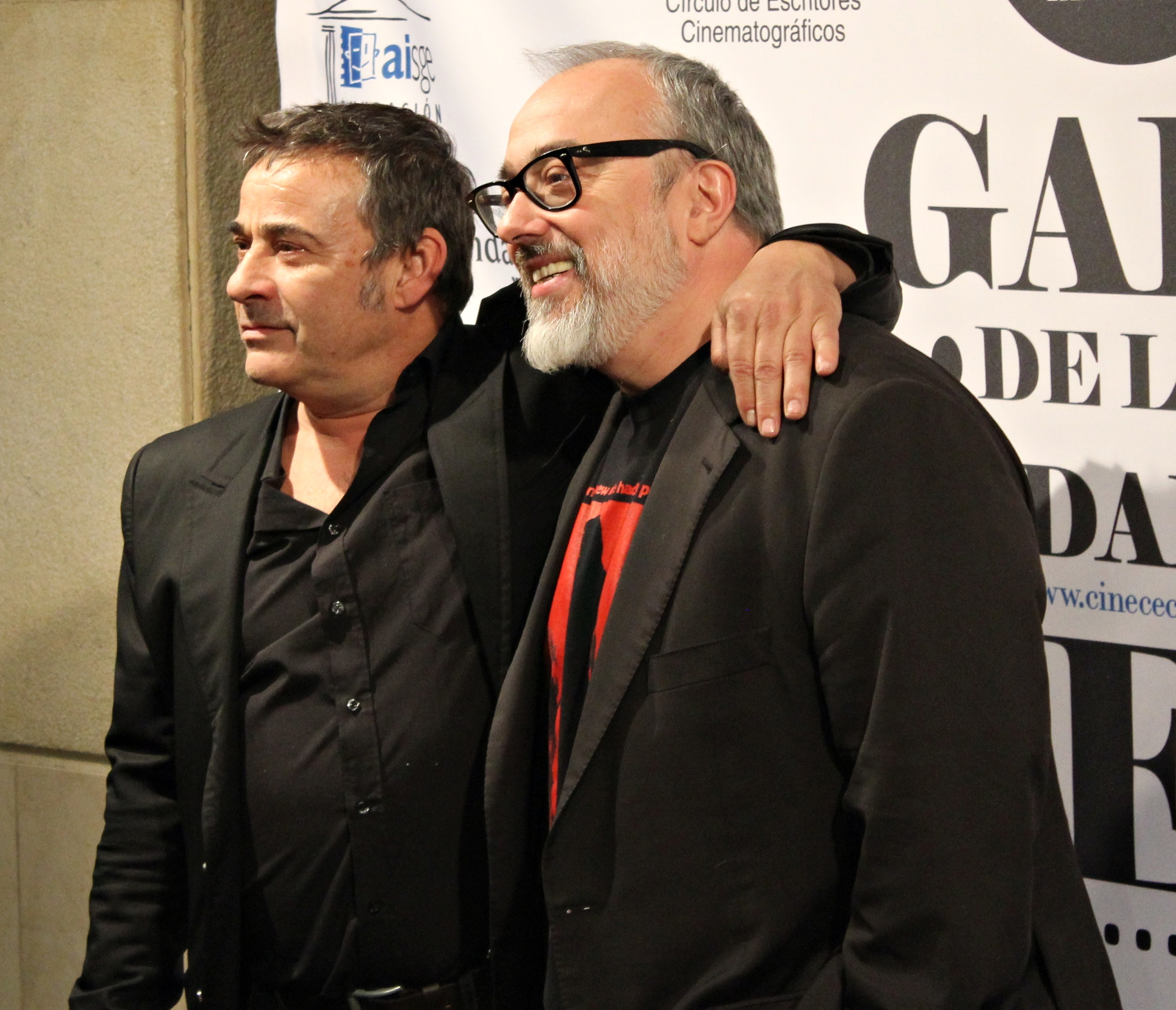
Eduard Fernández i Álex de la Iglesia

Destaca en teatre el seu paper a Els Joglars durant quatre anys. També ha treballat amb La Fura dels Baus i Lluís Pasqual. Eduard Fernández va guanyar el premi Goya al millor actor per Faust 5.0 l'any 2002 i per Marco, la verdad inventada l'any 2025, i com a millor actor de repartiment per A la ciutat el 2004 i Mientras dure la guerra el 2020.

## Filmografia

### Cinema
| Llargmetratges - 1994: Souvenir - 1999: Los lobos de Washington - 1999: Zapping - 2000: El portero - 2001: Son de mar - 2001: La voz de su amo - 2001: Faust 5.0 - 2002: El embrujo de Shanghai - 2002: Smoking room - 2003: A la ciutat - 2003: El misterio Galíndez - 2004: Cosas que hacen que la vida valga la pena - 2005: El método - 2005: Obaba - 2005: Hormigas en la boca - 2006: Alatriste - 2006: Ficció - 2008: 3 días - 2008: La noche que dejó de llover - 2008: El vestido - 2008: Che: Guerrilla - 2009: Tres dies amb la família - 2009: Amores locos - 2009: Flors negres - 2009: Luna caliente - 2010: Pa negre - 2010: Biutiful - 2010: La mosquitera - 2011: La piel que habito) - 2011: 14 d'abril. Macià contra Companys - 2012: Como estrellas fugaces - 2012: Una pistola a cada mà - 2012: Miel de naranjas - 2012: The Pelayos - 2013: Todas las mujeres - 2013: Gente en sitios - 2013: Murieron por encima de sus posibilidades - 2013: El Niño - 2013: "Decalç sobre la terra vermella - 2014: Marsella - 2016: El hombre de las mil caras - 2016: Ovidi, el making off de la pel·lícula que mai es va fer - 2018: Todos lo saben - 2019: La hija de un ladrón - 2019: Mientras dure la guerra - 2021: Mediterrani (pel·lícula de 2021) - 2022: Les línies tortes de Déu - 2024: El 47 - 2024: Marco, la verdad inventada | Curtmetratges - 1998. Déjeme que le cuente - 2003. La simetría |

### Televisió
- 1985-1986. Planeta imaginari
- 1987. El bigote de Babel
- 1989. Ya semos europeos
- 1992. Orden especial
- 1994. Poble Nou
- 1995. ¡Vaya día!
- 1995. Pedralbes Centre
- 1995. Estació d'enllaç
- 1997. Nova ficció
- 1997. El show de la Diana
- 1998. Laura
- 1998. Dues dones
- 2000. Andorra, entre el torb i la Gestapo
- 2000. Sota el signe de...
- 2001. El comisario
- 2010. Todas las mujeres
- 2010. La princesa de Éboli
- 2013. Descalç sobre la terra vermella
- 2024. Mano de hierro

## Premis i nominacions
- Premi Barcelona de Cinema a millor actor per Ficció (2007)
- Premi Unió d'Actors a millor actor de repartiment per A la ciutat (2003)

### Premis Gaudí
| Any  | Categoria              | Pel·lícula                     | Resultat  |
| ---- | ---------------------- | ------------------------------ | --------- |
| 2010 | Millor actor           | Tres dies amb la família       | Nominat   |
| 2011 | Millor actor           | La mosquitera                  | Guanyador |
| 2013 | Millor actor secundari | Una pistola a cada mà          | Guanyador |
| 2014 | Millor actor           | Todas las mujeres              | Nominat   |
| 2015 | Millor actor secundari | El niño                        | Guanyador |
| 2017 | Millor actor           | El hombre de las mil caras     | Guanyador |
| 2019 | Millor actor secundari | Todos lo saben                 | Nominat   |
| 2020 | Millor actor           | La hija de un ladrón           | Nominat   |
| 2020 | Millor actor secundari | Mientras dure la guerra        | Nominat   |
| 2022 | Millor actor           | Mediterráneo                   | Nominat   |
| 2023 | Millor actor secundari | Los renglones torcidos de Dios | Nominat   |
| 2024 | Millor actor           | El 47                          | Guanyador |

### Premis Goya
| Any  | Categoria              | Pel·lícula                                | Director                              | Resultat  |
| ---- | ---------------------- | ----------------------------------------- | ------------------------------------- | --------- |
| 2000 | Millor actor revelació | Los lobos de Washington                   | Mariano Barroso                       | Candidat  |
| 2001 | Millor actor           | Faust 5.0                                 | Álex Ollé Isidro Ortiz Carlos Padrisa | Guanyador |
| 2001 | Millor actor secundari | Son de mar                                | Bigas Luna                            | Candidat  |
| 2004 | Millor actor secundari | A la ciutat                               | Cesc Gay                              | Guanyador |
| 2005 | Millor actor           | Cosas que hacen que la vida valga la pena | Manuel Gómez Pereira                  | Candidat  |
| 2006 | Millor actor           | El método                                 | Marcelo Piñeyro                       | Candidat  |
| 2011 | Millor actor secundari | Biutiful                                  | Pedro Almodóvar                       | Candidat  |
| 2013 | Millor actor           | Todas las mujeres                         | Mariano Barroso                       | Candidat  |
| 2014 | Millor actor secundari | El Niño                                   | Daniel Monzón Jerez                   | Candidat  |
| 2017 | Millor actor           | El hombre de las mil caras                | Alberto Rodríguez Librero             | Candidat  |
| 2019 | Millor actor secundari | Todos lo saben                            | Asghar Farhadi                        | Candidat  |
| 2020 | Millor actor secundari | Mientras dure la guerra                   | Alejandro Amenábar                    | Guanyador |
| 2021 | Millor actor           | Mediterráneo                              | Marcel Barrena                        | Candidat  |
| 2025 | Millor actor           | Marco, la verdad inventada                | Aitor Arregi i Jon Garaño             | Guanyador |